# Львівка (Казахстан)
Льві́вка (каз. Львов) — село у складі Житікаринського району Костанайської області Казахстану. Входить до складу Тохтаровського сільського округу.
Населення — 89 осіб (2021; 244 у 2009, 342 у 1999, 364 у 1989).